# Chiho Hamada
Chiho Hamada (jap. 浜田千穂 Hamada Chiho; ur. 17 listopada 1992) – japońska zapaśniczka walcząca w stylu wolnym. Złota medalistka mistrzostw świata w 2014. Siódma na mistrzostwach Azji w 2014. Pierwsza w Pucharze Świata w 2014 i 2015 i trzecia w 2013. Triumfatorka akademickich MŚ w 2014. Mistrzyni świata juniorów w 2012 i Azji w 2010, 2011 i 2012 roku.